# 120-й гвардейский мотострелковый полк
120-й гвардейский мотострелковый Познанский Краснознамённый орденов Кутузова и Александра Невского полк (сокр. 120 гв. мсп; бывший 120-й гвардейский стрелковый полк) — воинское формирование РККА, Вооружённых Сил СССР, принимавшее участие в Великой Отечественной войне, в составе 39-й гвардейской мотострелковой Барвенковской ордена Ленина дважды Краснознамённой орденов Суворова и Богдана Хмельницкого дивизии ГСВГ (ГСОВГ, ЗГВ).
 Войсковая часть полевая почта (В/Ч ПП) 83066, позывной — Ядовитый. Место дислокации в октябре 1945 года Заафельд(Saalfeld), с 1949 по 1991 год — г. Ордруф. (ГДР, Германия).

## История создания

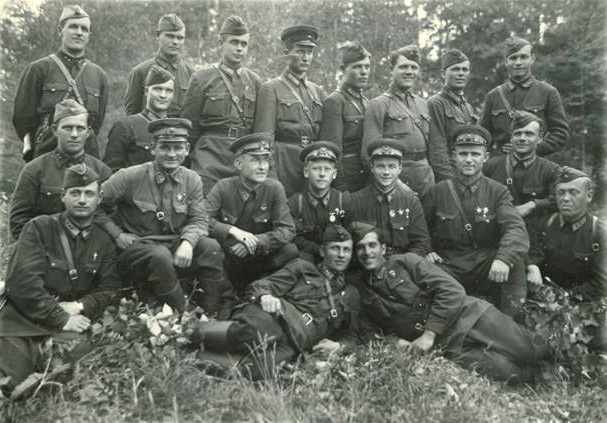
Воины 201-й Воздушно-десантной бригады на переформировании
в г. Раменское. Июнь 1942 года

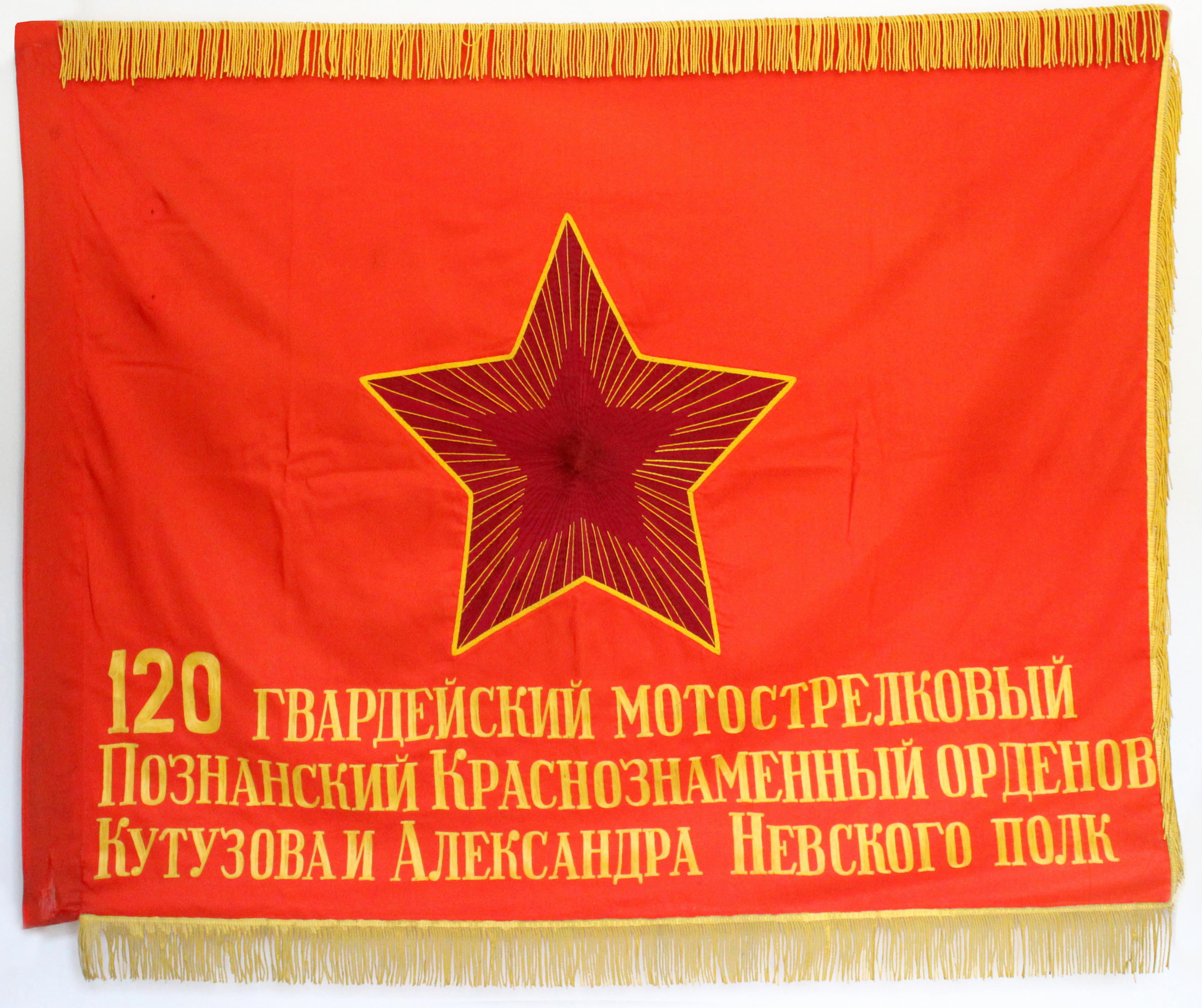
Знамя 120-го гвардейского мотострелкового полка (оборотная сторона).

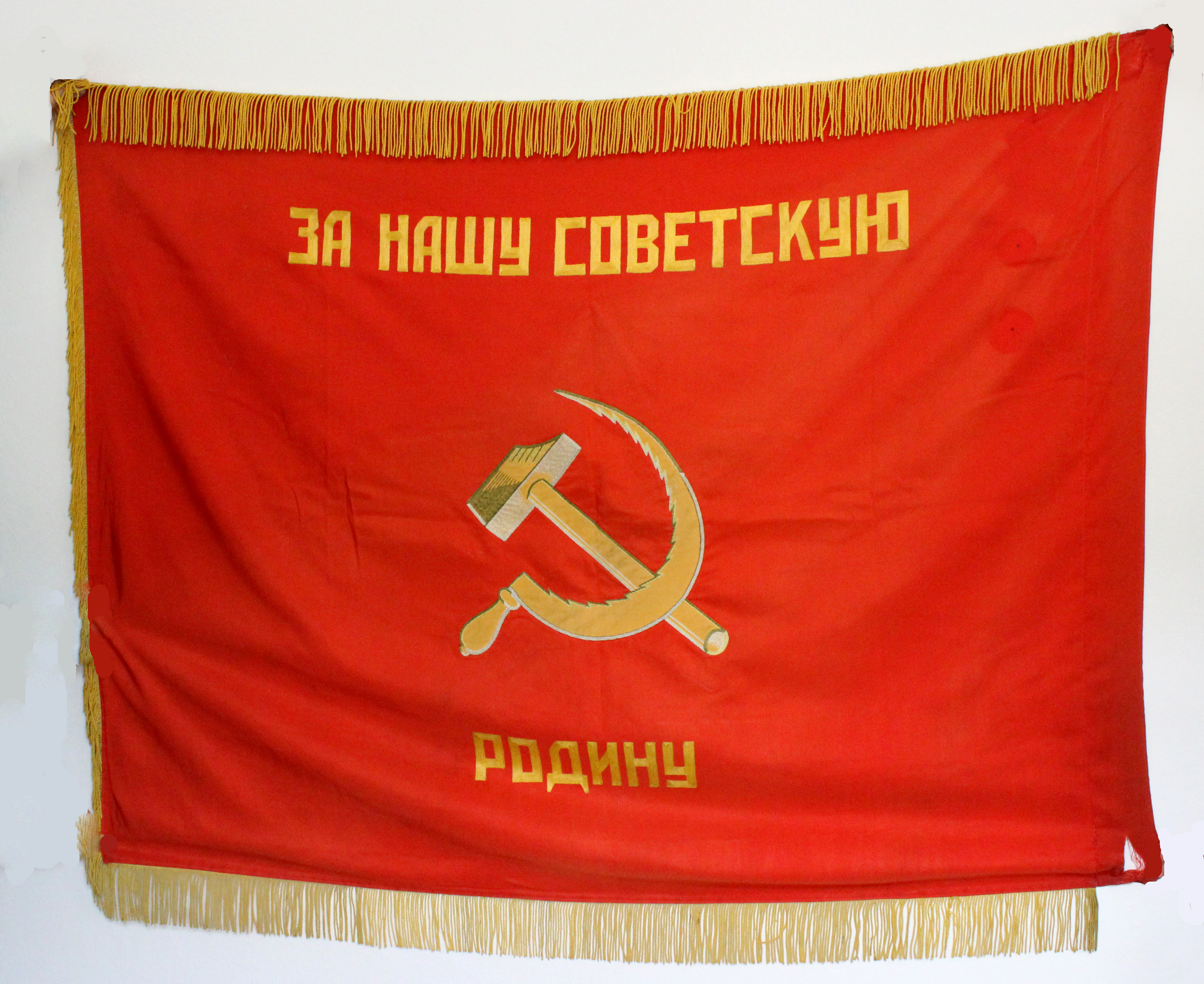
Знамя 120-го гвардейского мотострелкового полка (лицевая сторона).

Часть сформирована на базе 201-й воздушно-десантной бригады имени С. М. Кирова 5-го воздушно-десантного корпуса. Полк вёл свою историю от созданной в конце 1929 г. под Ленинградом первой советской воздушно-десантной части — авиамотодесантного отряда (развёрнутого в декабре 1932 г. в 3-ю авиабригаду особого назначения, которая с 1938 г. стала именоваться 201-й ВДБР).
Приказом Ставки ВГК от 2 августа 1942 года 5 воздушно-десантный корпус преобразован в 39 гвардейскую стрелковую дивизию, а входящая в его состав 201-я воздушно-десантная бригада им. С. М. Кирова, преобразована в 120-й гвардейский стрелковый полк.

## Участие в Великой Отечественной войне
120-й гвардейский стрелковый полк участвовал в Сталинградской битве, освобождении Левобережной и Правобережной Украины (Харьковская операция, Одесская операция), в Изюм-Барвенковской наступательной операции, в Люблин-Брестской, Варшавско-Познанской и Берлинской наступательных операциях. Мужество и героизм воинов 120-го гвардейского стрелкового полка навсегда вписано в историю Великой Отечественной войны.
Периоды вхождения в состав Действующей армии:
- 12.08.1942 — 05.02.1943;
- 20.03.1943 — 07.06.1944;
- 15.06.1944 — 09.05.1945.

Боевой путь 120-й гвардейский стрелковый полк закончил 9 мая 1945 года в Берлине.

### Сталинградская битва
Отдельной строкой в истории полка стоит Сталинградская битва, о чём писал в своих воспоминаниях Маршал Советского Союза В. И. Чуйков, который в послевоенное время неоднократно был в 8-й ГОА и в 39-й ГМСД и в 120-м гвардейском мотострелковом полку.
14—15 августа 1942 года подразделения 120-го гвардейского стрелкового полка с марша заняли рубежи обороны вблизи Сталинграда — на правом берегу р. Дон. Бои шли круглосуточно. 17 августа 1942 года части 120-го гвардейского стрелкового полка отошли на левый берег р. Дон и продолжали сдерживать натиск противника.
После сражений севернее Сталинграда 1 октября 1942 года 120-й гвардейский стрелковый полк 39-й МСД переправился через Волгу в Сталинград и принял участие в боях.
В Сталинградской битве 120-й гвардейский стрелковый полк сражалась на юго-западном направлении, а затем и в самом городе.
23 октября 1942 года немецкие части перешли в решительное наступление, чтобы сбросить соединения 39-й гвардейской стрелковой дивизии в Волгу и овладеть стратегически важным районом. По приказу Гурьева подразделения 120-го гвардейского стрелкового полка выбили оттуда немцев, и удерживали занятые рубежи до окончания Сталинградской битвы.
3 января 1943 года командующий 62-й армией генерал В. И. Чуйков вручил дивизии Гвардейское знамя. Знамя 39-й гвардейской стрелковой дивизии украсил орден Красного Знамени.

### Освобождение Украины
Воины 120-го гвардейского стрелкового полка проявили доблесть и героизм в освобождении Украины от немецко-фашистских захватчиков. 120-й гвардейский стрелковый полк, в составе 39-й ГСД, принимал участие в боях за город Запорожье в октябре 1943 года, в боях на реке Ингулец на Правобережье Украины в марте 1944 года, в боях за город Одесса в апреле 1944 года.
С февраля 1943 года 120-й гвардейский стрелковый полк сражался в тяжёлых боях на харьковском направлении (См. Харьковская операция) в составе войск Юго-Западного фронта.

Утром 24 октября 1943 года командир 120-го гвардейского стрелкового полка гвардии подполковник Ю. М. Мазный, возглавив один из батальонов полка, форсировал с ним Днепр в районе пяти километров южнее города Днепропетровск и захватил плацдарм. Затем на подручных средствах на плацдарм переправился весь полк. 25 октября 1943 года участвовал в освобождении Днепропетровска.
— 
Дивизия получила почётное наименование «Барвенковская» за освобождение г. Барвенково 10 сентября 1943 года.

### Освобождение Польши
120-й гвардейский стрелковый полк принял активное участие в освобождении Польши в 1945-м году. (Висло-Одерская операция).

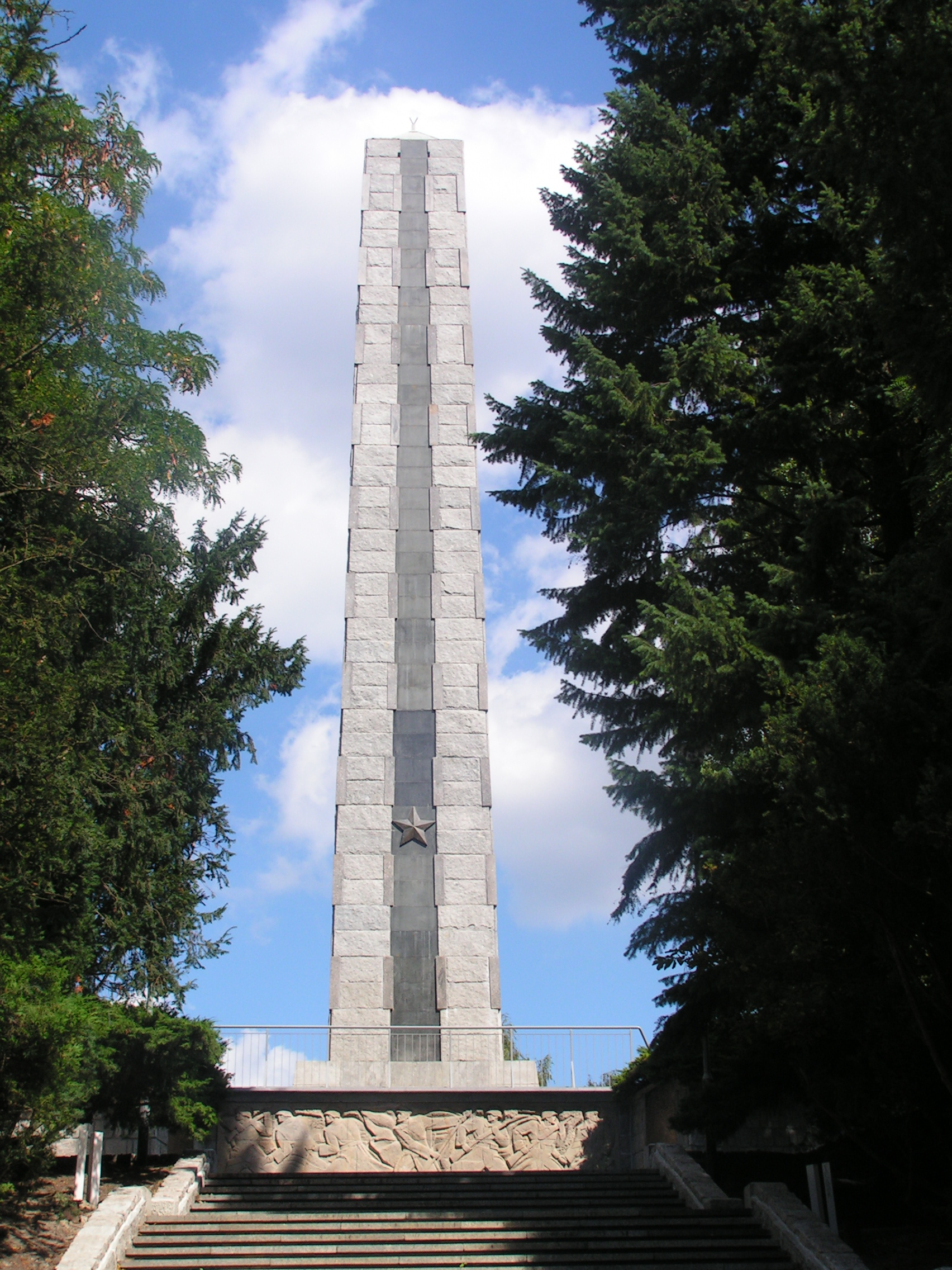
Обелиск на советском воинском кладбище в г. Познани.

«Рано утром 17 января с членом Военного совета А. М. Прониным, командующим артиллерией генералом Н. М. Пожарским и офицерами штаба мы выехали в дивизии первого эшелона в передовые войска. У переправы через Пилицу нагнали части 39-й гвардейской стрелковой дивизии, находившейся во втором эшелоне 28-го стрелкового корпуса. 120-й полк этой дивизии с приданным дивизионом артиллерии уже переправлялся через реку. В это время из деревни Гжмионца появилась колонна танков. Их было около двадцати, они направлялись к переправе. И вдруг мы разглядели на их броне фашистские кресты. Наши артиллеристы быстро развернулись в боевой порядок. Подпустив вражеские танки метров на четыреста, они открыли огонь. С первых же выстрелов почти половина танков была подбита и загорелась, остальные, отстреливаясь, начали отходить к деревне…

… В результате от вражеской колонны уцелело всего два танка. Пленные танкисты показали, что они из 25-й танковой дивизии, которая после трёхдневных боев потеряла связь с высшим штабом и решила пробиваться на северный берег Пилицы. Так как переправа у Нове-Място была в руках советских войск, фашисты решили пробиться другим путём, но попали в огневой мешок»— Чуйков В.И. "Конец третьего рейха". М.: Советская Россия, 1973 г.
Полк получил почётное наименования «Познанский» и Орден Александра Невского за мужество и героизм, проявленные при освобождении городов Влоцлавек,Бжесць-Куявски и Коло. Орден Красного Знамени — за освобождение г. Люблин.

### Штурм Берлина
Первая фаза сражения за германскую столицу заключалась в форсировании рек и каналов практически по всему периметру обороны города.
Внутренний пояс немецкой обороны Берлина в полосе наступления 120-го гвардейского стрелкового полка проходил по Тельтов-каналу.
Наступая на северо-запад, в направлении зоопарка, 120-й гвардейский стрелковый 29 апреля вышел к Ландвер-каналу. Канал был неширокий и неглубокий, но преодолеть его было почти невозможно. Берега его были крутые и выложены камнем. От верхней кромки берега до воды — около 3-х метров гладкой и скользкой стенки. Весь канал и подступы к нему простреливались плотным пулемётным огнём и орудиями прямой наводки. Но для гвардейцев и это не явилось препятствием. Они нашли водосточные трубы, которые выводили в канал прямо на уровень воды. Этими трубами они подползли к каналу, преодолели его водную часть вплавь, а на противоположном берегу по таким же трубам выбрались на поверхность, оказавшись в тылу немцев, оборонявших непосредственно берег канала. Таким образом, 120-й гвардейский стрелковый полк двумя батальонами форсировал этот канал и овладел южной частью парка Тиргартена (Tiergarten). 120-й полк мог успешно продвигаться в северо-восточном направлении, на Рейхстаг (Reichstag). Однако атаки не состоялось. Был получен приказ: оставить часть сил для удержания достигнутого рубежа, остальные силы полка отвести назад.

«Отлично действовал двадцатидвухлетнний командир роты 39-й гвардейской стрелковой дивизии старший лейтенант Николай Пименович Балакин. Разведав канализационные трубы, он принял смелое решение: пробраться по ним до канала, затем вплавь достигнуть противоположной стенки и там так же по сточному трубопроводу проникнуть в тыл противника. манёвр был осуществлён блестяще. Рота Балакина разгромила два вражеских гарнизона, захватив в плен 68 автоматчиков и пулемётчиков батальона фольксштурма. Балакин, будучи раненым, продолжал руководить боем, пока не подоспела помощь.
Таким же путём форсировали канал штурмовые группы отряда, которыми командовал старший лейтенант Александр Степанович Климушкин из 120-го гвардейского стрелкового полка 39-й гвардейской стрелковой дивизии. По сточным трубам и подземным коммуникациям связи он провёл своих бойцов под мост, что возле железнодорожной станции Меккерн-Брюкке, и оттуда стремительным броском ворвался в вокзал»
— Чуйков В.И. "Конец третьего рейха". М.: Советская Россия, 1973 г.
К вечеру 29 апреля 1945 года, ведя тяжёлые бои за каждый дом, 120-й гвардейский стрелковый вплотную подошёл к забору Зоологического сада. Но овладеть им с ходу не удалось. В Зоологическом саду, как известно, располагался командный пункт командующего обороной Берлина, генерала Вейдлинга (Helmuth Weidling). Сад был обнесён железобетонным забором. Внутри сада заранее построены прочные железобетонные бункера, представлявшие собой трёхэтажные здания. Железобетонные стены имели толщину до 2,5-й метров и не пробивались снарядами. По всем этажам зданий были закрывающиеся стальными плитами амбразуры. На крышах располагались зенитные пушки 88 и 128 мм калибра, которые вели огонь прямой наводкой. Все прилегающие к зоопарку здания также были заранее подготовлены к обороне. Все улицы, выходящие к зоопарку, простреливались ружейно-пулемётным и артогнём. Почти весь личный состав был брошен на проделывание этих проходов и вытаскивание пушек-гаубиц на руках.
К рассвету орудия стояли нацеленными на бункера и укреплённые здания и тщательно замаскированы. По сигналу они открыли беглый огонь. Все бункера и здания мгновенно окутались дымом и пылью. Однако пробить стенки бункеров даже этими системами не удалось. Но своё дело они сделали. Немцы на некоторый период были оглушены и ошеломлены. Используя замешательство немцев, гвардейские стрелковые полки стремительно бросились к бункерам и другим объектам атак. Кроме обычного вооружения, солдаты тащили с собой во всевозможной посуде бензин; сапёры — взрывчатые вещества; химики — дымшашки. Подойдя вплотную, начали выжигание и выкуривание немцев. Генерал Вейдлинг с частью своего штаба вынужден был убежать на новый КП. Остальной гарнизон сдался. Уже после пленения генерала Вейдлинг показал, что потеря им этих бункеров лишила его связи и возможности управлять боевыми действиями берлинского гарнизона.
Решительным броском уже в первой половине дня 1 мая 1945 года части 120-го гвардейского стрелкового полка овладели южной частью парка Тиргартен, зоопарком и соединились с частями 3-й ударной армии, 2-й гвардейской танковой армии и с 1-й польской пехотной дивизией (1-я армия Войска Польского). 

Нелишне отметить и такой факт. Несмотря на сильный огонь и тяжёлые бои по овладению зоопарком, абсолютное большинство, а точнее, почти все звери и птицы зоопарка оказались живыми.
Первый день после войны стал для 120-го гвардейского стрелкового полка 2 мая 1945 года.
Указом Президиума Верховного Совета СССР за мужество, героизм и воинское мастерство, проявленное в боях за Берлин 120-й гвардейский стрелковый полк был награждён третьим орденом — Орденом Кутузова III степени.
Командиром дивизии во время Берлинской наступательной операции и штурма Берлина был гвардии полковник Марченко Ефим Трофимович. 

Этот раздел написан на основе его не опубликованных мемуаров.

## Награды и почётные наименования
| Награда (наименование)             | Дата               | Кем и за что награждён. Дата и номер указа (приказа) |
| ---------------------------------- | ------------------ | --- |
| Почетное звание «Гвардейский»      | 2 августа 1942 г   | Приказом Ставки ВГК от 2 августа 1942 года 5 воздушно-десантный корпус преобразован в 39 гвардейскую стрелковую дивизию, а входящая в его состав 201-я воздушно-десантная бригада им. С. М. Кирова, преобразована в 120-й гвардейский стрелковый полк. |

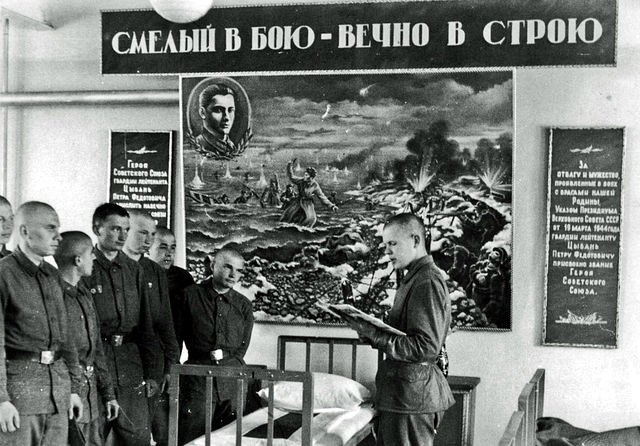
Рота им. Героя Советского Союза Цыбаня П. Ф. 120 ГМСП, 1970 г.

| Орден Красного Знамени             | 9 августа 1944 г.  | За образцовое выполнение боевых заданий командования в боях с немецкими захватчиками, за овладение городом Люблин (Польша) и проявленные при этом доблесть и мужество. Указ Президиума Верховного Совета СССР от 9 августа 1944 года,(объявлен приказом заместителя НКО СССР от 25 августа 1944 г. № 0282). Орден Красного Знамени № 135156.                            |
| Орден Александра Невского          | 19 февраля 1945 г. | За образцовое выполнение боевых заданий командования в боях с немецкими захватчиками, за овладение городами Влоцлавек, Бжесьць-Куявски,Коло (Польша) и проявленные при этом доблесть и мужество. Указ Президиума Верховного Совета СССР от 19 февраля 1945 года.(объявлен приказом Заместителя НКО СССР от 28 июня 1945 года № 0116) Орден Александра Невского № 38502. |
| Почётное наименование «Познанский» | 5 апреля 1945 г.   | В ознаменование одержанной победы и отличие в боях при овладении городом и крепостью Познань (Польша). Приказ Верховного Главнокомандующего от 5 апреля 1945 года, № 063. |
| Орден Кутузова III степени         | 11 июня 1945 г.    | За образцовое выполнение боевых заданий командования в боях с немецкими захватчиками при овладении столицей Германии городом Берлин и проявленные при этом доблесть и мужество. Указ Президиума Верховного Совета СССР от 11 июня 1945 года.(объявлен приказом Заместителя НКО СССР от 28 июня 1945 года № 0125 ) Орден Кутузова III степени № 2014.                    |

## Отличившиеся воины полка
За годы Великой Отечественной войны 14 воинов полка были удостоены звания Героя Советского Союза, 4 воина — полные кавалеры Ордена Славы.
Произведено награждений орденами СССР:
- орден Ленина — 15
- орден Красного Знамени — 110
- орден Суворова III степени — 2
- орден Кутузова III степени — 3
- орден Богдана Хмельницкого III степени — 7
- орден Александра Невского — 36
- орден Отечественной войны I степени — 60
- орден Отечественной войны II степени — 232
- орден Красной Звезды — 491
- орден Славы I степени — 4
- орден Славы II степени — 90
- орден Славы III степени — 484
- медаль За отвагу — 1154
- медаль За боевые заслуги — 351

Тысячи офицеров, сержантов и солдат награждены медалями "За оборону Сталинграда","За взятие Берлина", «За победу над Германией в Великой Отечественной войне 1941—1945 гг.»
Приказом Министра обороны СССР, в послевоенные годы в списки 120-го гвардейского полка был навечно зачислен Герой Советского Союза гвардии лейтенант Цыбань П. Ф. Его имя носила рота связи полка.

### Герои Советского Союза
| №  | Фото | Фамилия Имя Отчество годы жизни                      | Должность                                                         | Звание  | Дата Указа            | Обстоятельства подвига |
| -- | ---- | ---------------------------------------------------- | ----------------------------------------------------------------- | ------- | --------------------- | --- |
| 1  |      | Балакин Николай Пименович (20.08.1922 — 22.5.1953)   | командир роты                                                     | гвардии | 15.5.1946             | За мужество и героизм, проявленные при форсировании реки Шпрее. |
| 2  |      | Беляев Владимир Александрович (1914 — 17.12.1947)    | заместитель командира батальона по политической части             | гвардии | 22.2.1944             | За мужество, отвагу и героизм, проявленные в борьбе с немецко-фашистскими захватчиками, проявленный при форсировании Днепра.                                                                  |
| 3  |      | Гильмутдинов Гайфутдин (13.1.1913 — июнь 1944)       | командир пулемётного отделения стрелкового батальона              | гвардии | 19.3.1944             | За мужество и героизм, проявленные при форсировании Днепра. |
| 4  |      | Горелов Александр Петрович (27.3.1923 — 1953         | командир стрелкового батальона                                    | гвардии | 15.5.1946             | За мужество и героизм, проявленные при форсировании реки Шпрее и в ходе боёв за Берлин. Его батальон взял в плен более 2000 фашистов и освободил из двух лагерей военнопленных союзных войск. |
| 5  |      | Кашпуров Пётр Афанасьевич 1913 — 15.2.1944)          | заместитель командира по политической части                       | гвардии | 22.2.1944             | За мужество и героизм, проявленные при форсировании Днепра и освобождении Днепропетровска. |
| 6  |      | Кащеева Вера Сергеевна (15.9.1922 — 20.5.1975)       | санитарный инструктор стрелкового батальона                       | гвардии | 22.2.1944             | За мужество и героизм, проявленные при форсирование Днепра. |
| 7  |      | Климушкин Александр Степанович (25.8.1924 — 1992)    | командир взвода тяжёлого пехотного оружия                         | гвардии | 15.5.1946             | За мужество и героизм, проявленные в боях за Берлин. |
| 8  |      | Мазный Юрий Макарович (23.3.1907 — 17.7.1982)        | командир полка                                                    | гвардии | 19.3.1944             | За мужество и героизм, проявленные при форсировании Днепра и освобождении Днепропетровска. |
| 9  |      | Молдагалиев Жангас (7.6.1917 — 1.11.1943)            | командир стрелковой роты                                          | гвардии | 19.3.1944 (посмертно) | За мужество и героизм, проявленные при форсировании Днепра и освобождении Днепропетровска. 1.11.1943 закрыл своим телом амбразуру вражеского дзота.                                           |
| 10 |      | Оленин Александр Михайлович (15.3.1909 — 31.10.1970) | стрелок стрелкового батальона                                     | гвардии | 19.3.1944             | За мужество и героизм, проявленные при форсировании Днепра. |
| 11 |      | Рудниченко Иван Андреевич (7.4.1917 — 24.11.1943)    | агитатор                                                          | гвардии | 19.3.1944 (посмертно) | За мужество и героизм, проявленные при форсировании Днепра и освобождении Днепропетровска. |
| 12 |      | Сиротинкин Василий Иванович (29.12.1923 — 9.8.2008)  | заместитель командира стрелкового батальона по политической части | гвардии | 19.3.1944             | За мужество и героизм, проявленные при форсировании Днепра и освобождении Днепропетровска. |
| 13 |      | Цыбань Пётр Федотович (5.10.1909 — 22.11.1943)       | командир взвода связи                                             | гвардии | 19.3.1944 (посмертно) | За мужество и героизм, проявленные при форсировании Днепра. |
| 14 |      | Ялугин Павел Владимирович (21.9.1910 — 22.3.1990)    | адъютант старший стрелкового батальона                            | гвардии | 19.3.1944             | За мужество и героизм, проявленные при форсировании Днепра. |

Материал составлен на основе: « Герои Советского Союза. Краткий биографический словарь в двух томах» — М.: Воениздат, 1987 и данных сайтов: «Подвиг народа» и «Герои страны»
| - Вершинин Яков Иванович, гвардии младший лейтенант, командир взвода автоматчиков. Награждён орденом Красного Знамени. (приказ Военного совета 8 гв. А № 703/н от 7 июня 1945 г.) - Думбровский Василий Акимович, гвардии сержант, командир пулемётного расчёта. Награждён орденом Славы III степени. (Приказ Военного совета 8 гв.А № 722/н от 11.07.1945 г.) - Лумпов Иван Иванович, гвардии сержант, командир орудийного расчёта батареи 45 мм пушек. Награждён орденом Красного Знамени. (Приказ Военного совета 8 гв.А № 767/н от 30 июня 1945 г.) - Люлько Борис Григорьевич, гвардии сержант, командир орудийного расчёта батареи 76 мм орудий. Награждён орденом Красного Знамени.(Приказ Военного совета 8 гв.А № 767/н от 30 июня 1945 г.) - Поспехов Геннадий Васильевич, гвардии старший сержант, командир отделения автоматчиков. Награждён орденом Красного Замени. (приказ Военного совета 8 гв. А № 752/н от 16 июня 1945 г.) - Скрыпник Михаил Семёнович, гвардии сержант, снайпер. Награждён орденом Славы II степени (приказ ВС 8 гв. А № 787/н от 20 июля 1945 г). Кавалер ордена Славы 3-х степеней. - Ульянов Александр Евстафьевич, гвардии старший сержант, помощник командира стрелкового взвода. Награждён орденом Красного Знамени. (приказ Военного совета 8 гв. А № 703/н от 7 июня 1945 г.) |

### Полные кавалеры Ордена Славы
| № | Фото | Фамилия Имя Отчество годы жизни                    | Должность                      | Звание  | Даты приказов и Указов        | Обстоятельства подвигов |
| - | ---- | -------------------------------------------------- | ------------------------------ | ------- | ----------------------------- | --- |
| 1 |      | Астрахов Фёдор Михайлович (10.8.1919 — 9.11.1985)  | командир стрелкового отделения | гвардии | 07.8.1944 17.2.1945 31.5.1945 | - 20 июля 1944 года гранатами подорвал несколько вражеских солдат, засевших в одном из домов в населённом пункте Свеже (Польша). Захватив этот дом, огнём из автомата поддерживал продвижение наших подразделений. - 29 января 1945 года в бою за г. Познань (Польша) заменил выбывшего из строя командира взвода, лично уничтожил свыше 10 солдат и 3 взял в плен. - 19 апреля 1945 года на подступах к Берлину (Германия), в 23 км северо-восточнее г. Фюрстенвальде, бойцы отделения под его командованием ликвидировали 15 гитлеровцев и 12 взяли в плен. |
| 2 |      | Бикетов Михаил Филиппович (29.5.1923 — 2002)       | стрелок                        | гвардии | 05.8.1944 11.2.1945 15.5.1946 | - 20 июля 1944 года при форсировании р. Западный Буг (восточнее г. Хелм, Польша) одним из первых достиг другого берега и вместе с бойцами отбивал атаки противника, нанеся ему существенный урон в живой силе. 24 июля 1944 года в уличных боях за г. Люблин (Польша) уничтожил до 10 гитлеровцев и вынес с поля боя раненого командира роты. - в боях на подступах к г. Познань (Польша) 31 января 1945 года скрытно достиг расположения противника и метким огнём из автомата поразил 3 пулемётчиков, находившихся в доте. Затем участвовал в подавлении другого дота. Был ранен, но поле боя не покинул. - в уличных боях за г. Берлин (Германия) 25—30 апреля 1945 года из гранатомёта подавил огонь 4 пулемётных точек, сжёг штурмовое орудие и дом, превращённый гитлеровцами в опорный пункт, истребил около 20 солдат и офицеров. |
| 3 |      | Дудка Михаил Андреевич (02.7.1922 — 23.9.2004)     | командир миномётного расчёта   | гвардии | 24.4.1944 15.5.1945 15.5.1946 | - в бою 4 апреля 1944 года под с. Волково (Одесская область, Украина) подавил с подчинёнными 2 огневые точки противника, облегчив стрелкам продвижение вперёд. - 23 февраля 1945 года под г. Познань (Польша), находясь в боевых порядках пехоты, умело вёл с бойцами прицельный огонь: были подавлены орудие, 2 миномёта, 3 пулемёта и истреблено свыше взвода гитлеровцев. В рукопашной схватке уничтожил вражеского автоматчика. - 23 апреля 1945 года при форсировании р. Шпрее (Германия) со своим расчётом подавил 3 огневые точки и истребил свыше 10 солдат противника. При отражении контратаки в упор расстрелял из автомата 2 гитлеровцев, а 3 взял в плен. |
| 4 |      | Скрыпник Михаил Семёнович (07.10.1926 — 10.4.1995) | снайпер                        | гвардии | 12.2.1945 28.5.1945 23.9.1969 | - 31 января —1 февраля 1945 года в боях за г. Познань (Польша) огнём из винтовки уничтожил 6 солдат и офицеров. - 23 апреля 1945 года форсировал р. Шпрее (Германия), первым ворвался в дом, где засели вражеские автоматчики, подавил 3 огневые точки, сразил свыше 10 солдат противника. - В боях за г. Берлин 20—29 апреля 1945 года подавил 3 пулемётные точки, уничтожил много гитлеровцев. В результате его умелых действий было захвачено большое количество живой силы и боевой техники противника. |

См. Список полных кавалеров ордена Славы
Материал составлен на основе: « Кавалеры ордена Славы трёх степеней. Краткий биографический словарь» — М.: Военное издательство,2000и данных сайтов: «Подвиг народа» и «Герои страны»
| Орден Суворова III степени: - Лях Егор Миронович, гвардии капитан, командир 3 стрелкового батальона. Приказ Военного совета 1 Белорусского фронта № 543/ н от 24.04.1945 г. - Стародубцев Пётр Яковлевич, гвардии капитан, командир батальона. Приказ Военного совета 1 Белорусского фронта № 543/н от 24.04.1945 г Орден Кутузова III степени: - Гордиенко, Иван Карпович, гвардии капитан, командир стрелкового батальона. Приказ Военного совета 1 Белорусского фронта № 371/н от 23.11.1944 г. - Горелов Александр Петрович, гвардии капитан, командир 2 стрелкового батальона. Приказ Военного совета 1 Белорусского фронта № 526/н от 8 апреля 1945 г. - Новиков Василий Павлович, гвардии старший лейтенант, командир роты. Приказ Военного совета 1 Белорусского фронта № 526/н от 8 апреля 1945 г. Орден Богдана Хмельницкого III степени: - Вакуленко Михаил Иванович, гвардии младший лейтенант, помощник начальника штаба по оперативной работе. Приказ Военного совета 3 Украинского фронта № 30/н от 11 апреля 1944 года. - Гайворонский Яков Лукич, гвардии лейтенант, командир взвода. Приказ Военного совета 1 Белорусского фронта № 371/н от 23.11.1944 г. - Лях Егор Миронович, гвардии старший лейтенант, заместитель командира стрелкового батальона. Приказ Военного совета 1 Белорусского фронта № 242/н от 12.09.1944 г. - Мартыненко Константин Ильич, гвардии старший лейтенант, командир взвода батареи 120 мм миномётов.Приказ Группы советских оккупационных войск в Германии № 35/н от 17 июля 1945 г. - Рыжов Михаил Игнатьевич, гвардии старший лейтенант, адъютант старший стрелкового батальона. Приказ Военного совета 3 Украинского фронта № 43/н от 2 мая 1944 года. - Самусь Андрей Иванович, гвардии старший сержант, комсомольский организатор стрелкового батальона. Приказ Военного совета 3 Украинского фронта № 55/н от 27 мая 1944 г. - Субачев Михаил Иванович, гвардии капитан, адъютант старший батальона. Приказ Военного совета 1 Белорусского фронта № 526/н от 8 апреля 1945 г. Орден Александра Невского : - Андреев Георгий Анатольевич, гвардии старший лейтенант, командир стрелковой роты. Приказ ВС 8 гв. А № 555/н от 31 марта 1945 г. - Ануфриенко Василий Автономович, гвардии старший лейтенант, командир стрелкового взвода. Приказ ВС 8 гв. А № 644 от 18 мая 1945 г. - Байда Василий Ефимович, гвардии старший лейтенант, командир стрелкового батальона. Приказ ВС 8 гв.А № 220 от 6.05.1944 г. - Балакин Николай Пименович, гвардии старший лейтенант, командир стрелковой роты. Приказ ВС 8 гв. А № 485 от 17 февраля 1945 г - Бобков Пётр Яковлевич, гвардии лейтенант, командир стрелкового взвода 120. Приказ ВС 8 гв.А № 679/н от 31 мая 1945 г. - Бондаренко Виктор Тимофеевич, гвардии старший лейтенант, командир роты автоматчиков. Приказ ВС 8 гв. А № 555/н от 31 марта 1945 г. - Вакуленко Михаил Иванович, гвардии лейтенант, помощник начальника штаба по оперативной работе. Приказ ВС 8 гв. А № 314/н от 3 сентября 1944 г. - Горынин Владимир Константинович, гвардии старший лейтенант, командир взвода пешей разведки. Приказ ВС 8 гв.А № 529/н от 17 марта 1945 г. - Грошев Михаил Васильевич, гвардии лейтенант, командир взвода тяжёлого пехотного оружия. Приказ ВС 8 гв. А № 624/н от 15 мая 1945 г - Жуков Алексей Петрович, гвардии лейтенант, командир стрелкового взвода. Приказ ВС 8 гв. А № 529/н от 17 марта 1945 г. - Журавлёв Василий Дмитриевич, гвардии младший лейтенант, командир стрелкового взвода 120. Приказ ВС 8 гв.А № 480/н от 17 февраля 1945 г. - Ильютченко Дмитрий Никитович, гвардии капитан, исполняющий обязанности командира полка. Приказ ВС 8 гв.А № 214/н от 28 апреля 1944 г. | - Калайда Григорий Романович, гвардии старший лейтенант, командир стрелкового взвода. Приказ ВС 8 гв. А № 529/н от 17 марта 1945 г. - Кармушин Василий Андреевич, гвардии старший лейтенант, адъютант старший стрелкового батальона. Приказ ВС 8 гв.А № 325/н от 7.09.1944 г. - Климушкин Александр Степанович, гвардии младший лейтенант, командир стрелкового взвода. Приказ ВС 8 гв.А № 555/н от 31 марта 1945 г - Клюев Павел Васильевич, гвардии младший лейтенант, командир стрелкового взвода. Приказ ВС 8 гв.А № 325/н от 7 сентября 1944 г. - Коваленко Афанасий Николаевич, гвардии младший лейтенант, командир стрелкового взвода. Приказ ВС 8 гв. А № 410/н от 12 ноября 1944 г. - Ковальков Тимофей Иванович, гвардии лейтенант, командир стрелкового взвода. Приказ ВС 8 гв. А № 529/н от 17 марта 1945 г. - Кормушин Василий Андреевич, гвардии лейтенант, адъютант старший стрелкового батальона. Приказ ВС 8 гв.А № 325/н от 7 сентября 1944 г. - Коровка Иван Алексеевич, гвардии лейтенант, командир стрелкового взвода. Приказ ВС 8 гв.А № 722/н от 11 июля 1945 г. - Королёв Иван Григорьевич. Гвардии майор, начальник штаба. Приказ ВС 8 гв. А № 314/н от 3 сентября 1944 г. - Левшанов Николай Фёдорович, гвардии младший лейтенант, командир взвода противотанковых ружей. Приказ ВС 8 гв.А № 485 от 17 февраля 1945 г. - Ляпин Никита Иванович, гвардии старший лейтенант, командир взвода автоматчиков. Приказ ВС 8 гв. А № 529/н от 17 марта 1945 г. - Мартыненко Константин Ильич, гвардии старший лейтенант, командир миномётной роты. Приказ ВС 8 гв.А № 480/н от 17 февраля 1945 г. - Мулюков Самигулла, гвардии старший лейтенант, командир пулемётного взвода. Приказ ВС 8 гв. А № 529/н от 17 марта 1945 г. - Назаркин Алексей Фролович, гвардии старший лейтенант, командир стрелковой роты. Приказ ВС 8 гв.А № 555/н от 31 марта 1945 г. - Никифоров Владимир Николаевич, гвардии лейтенант, командир стрелкового взвода. Приказ ВС 8 гв.А № 480/н от 17 февраля 1945 г. - Новиков Василий Павлович, гвардии лейтенант, командир пулемётного взвода. Приказ ВС 8 гв. А № 410/н от 12 ноября 1944 г. - Ошкин Иван Ефимович, гвардии лейтенант, командир стрелкового взвода 120. Приказ ВС 8 гв. А № 410/н от 12 ноября 1944 г. - Петров Алексей Николаевич, гвардии младший лейтенант, командир стрелкового взвода. Приказ ВС 8 гв. А № 410/н от 12 ноября 1944 г. - Портянкин Семён Яковлевич, гвардии лейтенант, командир пулемётного взвода. Приказ ВС 8 гв. А № 529/н от 17 марта 1945 г. - Селезнёв Павел Михайлович, гвардии лейтенант, командир стрелкового взвода. Приказ ВС 8 гв.А № 555/н от 31 марта 1945 г. - Солодко Фёдор Сергеевич, гвардии капитан, командир стрелкового батальона 120 гв.сп.Приказ ВС 8 гв.А № 277/н от 14.08.1944 г. - Стародубцев Пётр Яковлевич, гвардии старший лейтенант, заместитель командира стрелкового батальона. Приказ ВС 8 гв.А № 325/н от 7.09.1944 г. - Тонковид Григорий Игнатович, гвардии старший лейтенант, командир пулемётной роты. Приказ ВС 8 гв.А № 480/н от 17 февраля 1945 г. - Тронин Рафаил Петрович, гвардии старший лейтенант, командир стрелкового взвода. Приказ ВС 8 гв.А № 555/н от 31 марта 1945 г. - Якимчук Фёдор Терентьевич, гвардии капитан, заместитель командира батальона по строевой части. Приказ ВС 8 гв.А № 794/н от 31 июля 1945 г. |

Список составлен на основании данных сайта: Электронный банк документов «Подвиг народа в Великой Отечественной войне 1941—1945 гг».

## Командование полка

### Во время Великой Отечественной войны
Командиры полка:
- Горячев Алексей Яковлевич, гвардии майор, (август 1942 года- октябрь 1942 года) (тяжело ранен 23 октября 1942 в Сталинграде)[19];
- Гумеров Исхак Идрисович, гвардии майор (октябрь 1942 года — декабрь 1942 года ????);
- Кухаренко Евгений Георгиевич, гвардии капитан (???? — декабрь 1942);
- Морозов Михаил Иванович, гвардии майор (1943)???;
- Мазный Юрий Макарович, гвардии полковник, Герой Советского Союза (1 октября 1942— январь 1944);[5]
- Ильютченко Дмитрий Никитович, гвардии капитан (март 1944)???;
- Кабицин, гвардии подполковник (март 1944);
- Пименов Александр Михайлович, гвардии полковник (1944—1947).

Заместители командира полка по политической части, комиссары:
- Засторожный Фёдор Антонович, гвардии подполковник, (август 1942 года — октябрь 1942 года)
- Кашпуров Пётр Афанасьевич, гвардии капитан, (1 октября 1942 — 2 февраля 1943 года)

Начальники штаба полка:
- Андреев, гвардии подполковник, (август 1942- ?)
- Морозов Михаил Иванович, гвардии майор (1 октября 1942 года — 2 февраля 1943 года)
- Лахмиткин, гвардии майор (февраль 1947 года)

Начальники артиллерии полка:
- Барыгин Николай Васильевич, гвардии старший лейтенант (с 1 октября 1942 года по 2 февраля 1943 года)

### В послевоенное время
Командиры полка:
- гвардии подполковник Лепёхин Тимофей Григорьевич (октябрь 1945 ? — ?)[20]
- гвардии полковник Трубицин (…-1961)
- гвардии полковник Китиченко Юрий Степанович (1962—1964)
- гвардии полковник Емельянов В. М. (1965—1968)
- гвардии подполковник Крутиков (1968—1969)
- гвардии подполковник Третьяков (1969—1971)
- гвардии подполковник Чумичев Владимир Иванович (1971—1975)
- гвардии полковник Винокуров Михаил Николаевич (1975—1979)
- гвардии подполковник Маров Сергей Павлович (1979—1981)
- гвардии полковник Петровский Александр Петрович (1981—1984)
- гвардии подполковник Кареев Михаил Иванович (1984—1986)
- гвардии подполковник Махонченко Геннадий Иванович (1986—1987)
- гвардии полковник Коржов Алексей Николаевич (1987—1988)
- гвардии подполковник Митусов Виктор (1988—1991)
- Начальник артиллерии:
- - подполковник Небасуй  (198...-1991)

Начальники штаба полка:
- гвардии подполковник Саркисян Арменак Оганесович (1972—1975)
- гвардии подполковник Седов Александр Васильевич (198_- 1990)

## Воспитанники полка
- Лукяновский Алексей Леонидович, гвардии рядовой, воспитанник санитарной роты, 1928 год рождения, призван Клепским РВК Киевской области. Приказом командира полка награждён медалью « За боевые заслуги» (приказ № 31 от 25 мая 1944 года) за то, что он 12 мая 1944 года во время боя доставил перевязочные материалы в батальон и оказывал медицинскую помощь раненым солдатам и офицерам.
- Радченко Борис Васильевич, гвардии ефрейтор,1930 год рождения. Приказом командира полка награждён медалью « За боевые заслуги» (приказ № 38 от 13 августа 1944 года)за то, что он 25 июля 1944 года в боях за город Люблин взял в плен немецкого солдата.

## Гимн полка
Автор неизвестен
Мы знамёна свои развернули,
Хоть давно отгремела война
Чтобы снова на солнце блеснули
Боевые твои ордена!
Шагай-шагай вперёд
Наш полк гвардейский!
А если грянет вдруг беда
Как наши деды в 45-м
Дадим отпор врагу всегда!

## Полк в послевоенное время

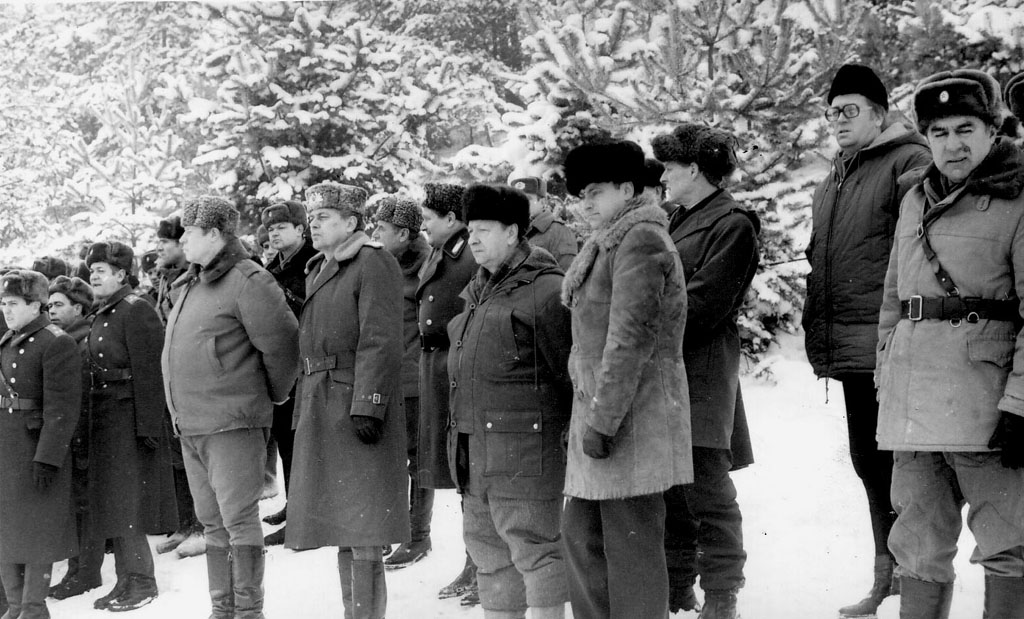
Главком ГСВГ Зайцев М. М. и офицеры 39 ГМСД на учениях по горной подготовке с участием 120 ГМСП, 1985 г.

После Великой Отечественной войны полк также в составе 39-й гвардейской стрелковой дивизии. (Первый стратегический эшелон), дислоцированной в Германии, (Группа советских войск в Германии (ГСОВГ, ЗГВ) ( ГДР —  Германия), на территории земли Тюрингия.
Место дислокации полка с 1945 года по 1949 — г. Заальфельд. С 1949 года по 28 октября 1991 года полк дислоцировался в городе Ордруф, на передних рубежах защиты СССР и стран социалистического лагеря.
Полк переформирован из стрелкового в мотострелковый в 1957 году. Основные глобальные реформирования (сокращение Советских войск в Германии 1955—1956 гг, реорганизация войск и изменения названий частей в 1960-е годы, сокращение Советских войск в Германии в 1970-е годы) не касались 120-го ГМП.
Впервые в ГСВГ, с 1983 по 1985 год, проводилась горно-стрелковая подготовка с участием мотострелковых рот 2 МСБ 120 ГМСП. В августе 1987 года полк принял участие в полковых тактических учениях с боевой стрельбой на тему «Мотострелковый полк в наступлении» для слушателей академии им. Фрунзе на полигоне Либероза. В октябре 1987г. полк подвергся проверке инспекцией МО СССР на Магдебургском полигоне и был оценён на " удовлетворительно".  В 1989 на базе полка, на полигоне Ордруф, главком ГСВГ проводил занятия по новым УКС (упражнениям контрольных стрельб) для командующих армий и дивизий ГСВГ, в связи с изменением военной доктрины СССР. Тема занятия «Мотострелковая рота в обороне».
В 1988 году 1 МСР 120 ГМСП стала победителем снайперского движения среди мотострелковых подразделений ГСВГ.

## Вооружение полка на 1991 год
- 40 Т-80;
- 151 БТР-60;
- 9 БМП (2 БМП-2, 3 БМП-1, 4 БРМ-1К);
- 18 2С1 «Гвоздика»;
- 18 2С12 «Сани»
- 24 миномёта 2Б9 «Василёк» состоявших на вооружении 3-х миномётных батарей, входивших в состав МСБ);
- 3 ПРП-3,4;
- 9 Р-145 БМ;
- 3 ПУ-12;
- 2 МТ-55А;
- 1 МТ-ЛБТ.

Составлено по Справочнику ЗГВ Ленского-Цыбина.

## Вывод и расформирование
После объединения Германии в 1990-м году, с подписанием 12 сентября 1990 г. министрами иностранных дел ФРГ, ГДР, СССР, США, Франции и Великобритании «Договора об окончательном урегулировании в отношении Германии», пребывание советских войск на территории объединённой Германии — ФРГ стало определяться как временное, а планомерный вывод должен быть осуществлён по 1994 год включительно.
120-й ГМСП был выведен одним из первых с территории Германии на территорию Украины, в город Белая церковь в 1991 году и расформирован в 1993 году.

### В составе Вооружённых Сил Украины
После расформирования знамя части и награды были переданы в 95 мотострелковый полк 254 мотострелковой дивизии Киевского военного округа. Часть была переименована в 561 гвардейский мотострелковый Познанский Краснознамённый орденов Кутузова и Александра Невского полк. В 2001 году полк был расформирован.
Боевое знамя ,ордена и орденские книжки 120-го ГМСП находятся в Национальном музее истории Украины во Второй мировой войне (г. Киев, Украина).

## Известные люди, служившие в полку
- Саркисян Арменак Оганесович, начальник штаба полка с 1972 по 1975 год. С 1987 года по 1989 год заместитель начальника штаба Группы Советских войск в Германии.
- Воробьёв Геннадий Петрович, генерал-полковник, командующий Сухопутными войсками ВС Украины (2009—2014), 1-й заместитель начальника генерального штаба ВС Украины (2014)[24]. В 1986 г. командир 4-й мср (гвардии капитан), с 1987 г. — начальник штаба (гвардии майор) мсб.
- Носков Александр Сергеевич, генерал-лейтенант, кандидат военных наук, доцент. Начальник Московского высшего общевойскового командного Орденов Ленина и Октябрьской Революции Краснознамённого училища им. Верховного совета РСФСР (МВОКУ) с 1986 по 1992 год. С 1965 по 1970 год — командир взвода (старший лейтенант), командир 1-й МСР (гвардии капитан), 1-го МСБ (гвардии майор)[25].
- Павлович Юрий Григорьевич, полковник, начальник управления войск РХБЗ Вооружённых сил Республики Беларусь[26]. С 1982 по 1985 год — командир взвода химической защиты (гвардии ст. лейтенант).
- Кащеева Вера Сергеевна, Герой Советского Союза, санитарный инструктор стрелкового батальона 120 гвардейского стрелкового полка в 1973 году была награждена медалью имени Флоренс Найтингейл — высшей наградой Международного комитета Красного Креста для сестёр милосердия. На оборотной стороне медали надпись на латинском языке: «За истинное милосердие и заботу о людях, вызывающие восхищение всего человечества».
- Борцов Николай Васильевич, гвардии старший сержант, писарь 1 стрелкового батальона.15 июля 1944 года задержал в расположении полка рядового Кирсанова, оказавшегося немецким шпионом. Приказом командира полка № 32/н от 15 июля 1944 года награждён медалью «За отвагу».
- Жунусалиев Бактыбек Качкынович, полковник, начальник артиллерии Вооружённых Сил Кыргызской Республики 2001-2007 гг. С 1988 по 1991 г. командир противотанкового взвода 3 мсб ( гв. ст. лейтенант).

## Память
- Мемориальная плита на месте боёв полка в августе 1944 года на Шерпенском плацдарме (Республика Молдова).
- Памятник возле города Приднепровска (Украина)[27].